# Sepp Rubenberger
Josef „Sepp“ Rubenberger (* 15. März 1931 in Erding; † 14. März 2013 in Ingolstadt) war ein deutscher Musiker, Komponist und Lehrer.

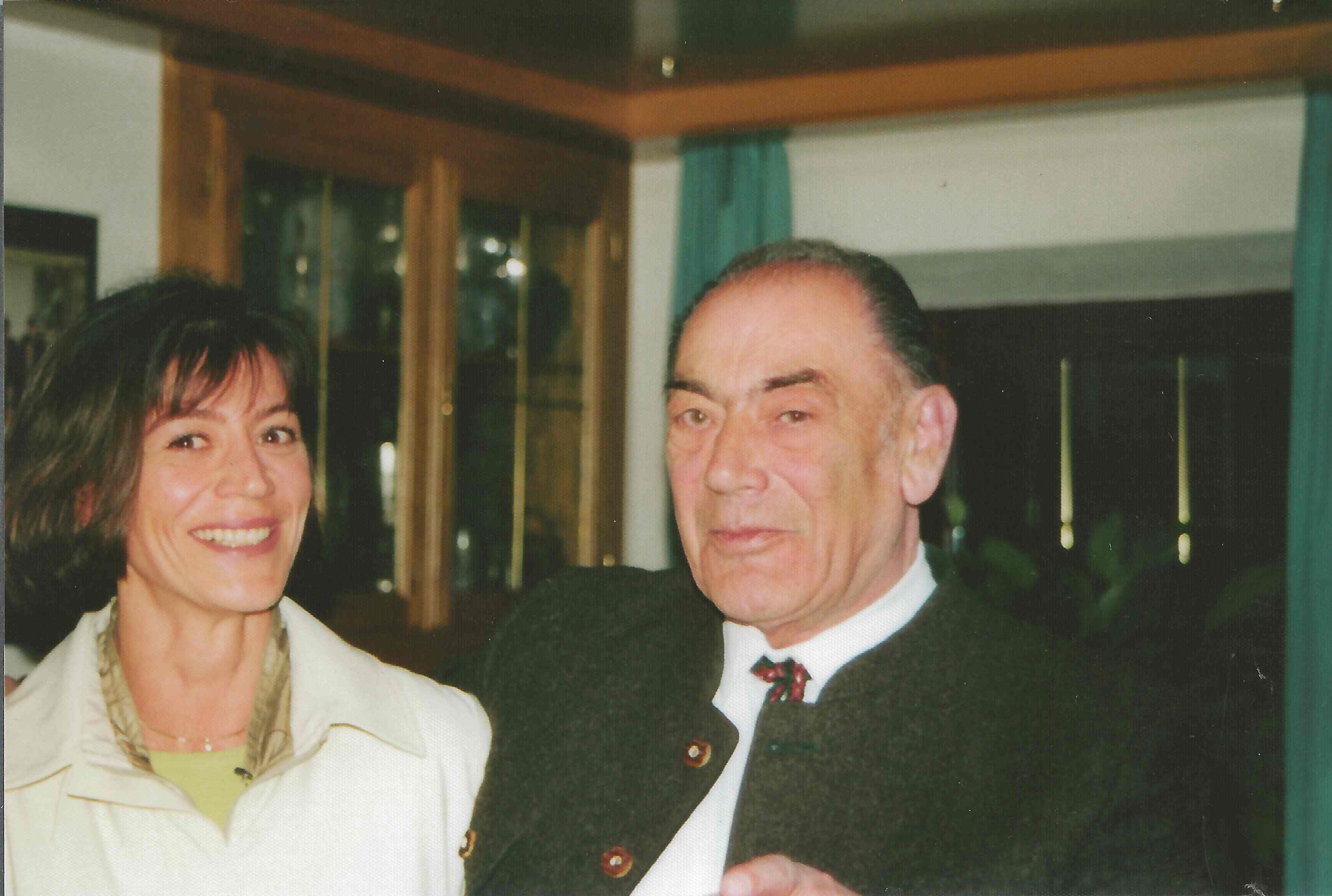
Sepp Rubenberger an seinem 70. Geburtstag 2001.

## Leben
Sepp Rubenberger wurde in Erding als Sohn eines Chordirektors und Leiters der städtischen Singschule geboren. Dort besuchte er auch die Volks- und Oberrealschule. Zusätzlich war er von 1949 bis 1955 im Sportvereinen der Städte Erding, Regensburg und Burghausen aktiv. 1954 gewann er hierbei den 1. Platz beim PSV München über 4 × 100 m bei der 1. bayerischen Hallenmeisterschaft. Daraufhin versuchte er sich ebenfalls als Ringkämpfer im Fliegengewicht. Parallel zu seiner sportlichen Aktivität besuchte Rubenberger für ein Jahr die Organistenschule bei Bad Reichenhall, da er noch zu jung für ein Studium in Regensburg war. Ein Jahr darauf wurde er zum Kirchenmusikstudium an der Musikhochschule Regensburg zugelassen, wo er auch sein Examen ablegte. Daraufhin war Rubenberger als Kirchenmusiker am Chiemsee tätig, wo er Annette Thoma kennenlernte, mit der er eine Freundschaft bis zu ihrem Tod 1974 pflegte. Zur gleichen Zeit lernte er auch Wastl Fanderl und Tobi Reiser kennen. Im folgenden Jahr war Rubenberger in Burghausen als Kirchenmusiker und Leiter des dortigen Kammerorchesters tätig.
1958 zog Sepp Rubenberger nach Rebdorf bei Eichstätt um. Dort lehrte er als einer der Ersten in der neugegründeten Knabenrealschule der Herz-Jesu-Missionare die Fächer Sport, Werken und Musik. 1961 gründete er das Eichstätter Kammerorchester. Bereits zwei Jahre später initiierte er zusätzlich die Ellinger Schlosskonzerte. In den kommenden zwei Jahren entstanden unter seinem Mitwirken die Rebdorfer Bläser. Im Folgejahr fand das erste Adventsblasen und Adventssingen statt. Im Jahr 1968 gründete er die Eichstätter Geigenmusi und zehn Jahre darauf die ehemaligen Rebdorfer Bläser. Auch erhielt er mehrere Würdigungen von Seiten Herzog Albrechts von Bayern, zu dessen Geburtstag Rubenberger 1990 mit der Eichstätter Geigenmusi spielte. 1991 rief er die alte Tradition des Turmblasens vom Eichstätter Rathausturm wieder ins Leben, das jährlich im Sommer stattfindet. In den darauf folgenden zwei Jahren lud er erstmals zu einer Sänger- und Musikantenwallfahrt ein und gründete außerdem die Josefi‑Vereinigung. Des Weiteren organisierte er die Tittinger Schlosshofserenaden und das Tittinger Schlosshofsingen, während er parallel Chorleiter sowie Dirigent vieler Musikvereinigungen war. Viele seiner Stücke wurden außerdem vom Bayerischen Rundfunk (BR) aufgenommen, sowie Lesungen über Brauchtum oder auch Weihnachtslesungen. 1995 ging Rubenberger schließlich als Musiklehrer in Ruhestand, unterrichtete jedoch seine Bläser in Rebdorf noch einige Jahre weiter. Im Jahr 1998 erhielt er das Ehrenzeichen des Bayerischen Ministerpräsidenten für Verdienste von „Im Ehrenamt tätigen Frauen und Männern“. 2000 gründete er den Verein Eichstätter Krippenfreunde und 2007 den Eichstätter Krippenweg. 2011 schließlich wurde ihm die Eichstätter Bürgermedaille verliehen. Er starb am 14. März 2013 im Ingolstädter Klinikum.

## Diskografie
- Greimhartinger Messe
- Turmblasen in Eichstätt, Mittenwald: Tyrolis Musikverlag
- Rebdorfer Adventssingen, Eichstätt: Schallplatte aus Eigenproduktion
- Auf, Auf ihr Hirten: Favorit-Records
- Stubenmusi, Gütersloh: Ariola-Eurodisc GmbH
- Wann I´s wissn dat: Favorit-Records

## Werke (Auswahl)
- Geistliche Musik für Bläser, München : Bezirk Oberbayern, Volksmusikpfleger, 1992
- Besinnliche Weisen fürs bairische Jahr,  München : Verlag Josef Preissler, 1983
- Eichstätter Geigenmusi : Tanzbüchl,  München : Verlag Josef Preissler, 1980
- Marienkantate :Adventkantate : für Dreigesang, Chor u. Instrumente, München : Max Hieber Musikverlag, 1979
- Seelenmesse : für drei gleiche Stimmen oder vierstg. gem. Chor u. Orgel, München : Max Hieber Musikverlag, 1979
- Eichstätter Notenbüchl, Bayerischer Landesverein für Heimatpflege, (1975?)

## Auszeichnungen
- 1. Platz bei 4 × 100 m Hallenmeisterschaft (1954)
- ab 1990 mehrere Würdigungen von Herzog Albrecht von Bayern
- Ehrenzeichen des bayerischen Ministerpräsidenten für im Ehrenamt Tätige (1998)
- Eichstätter Bürgermedaille (2011)